# ۱۶۸ (پیش از میلاد)
۱۶۸ (پیش از میلاد) ۱۶۸مین سال قبل از تقویم میلادی است.